# Èpsilon
Èpsilon és la cinquena lletra de l'alfabet grec. En majúscula: Ε; en minúscula: ε (o ϵ). Té un valor numèric de 5. En grec antic era una E breu, ja que hi havia una vocal llarga equivalent.
La lletra minúscula ε s'usa com a símbol de:
- El símbol de Levi-Civita en matemàtiques.
- La permitivitat d'un medi en física.
- Quantitats o paràmetres petits o que tendeixen cap al zero
- El símbol de pertinença en la teoria de conjunts (amb una variant gràfica més allargada)
- En AFI representa la vocal semioberta anterior no arrodonida, la E oberta.